# Evangelische Kirche (Hochdorf-Assenheim)

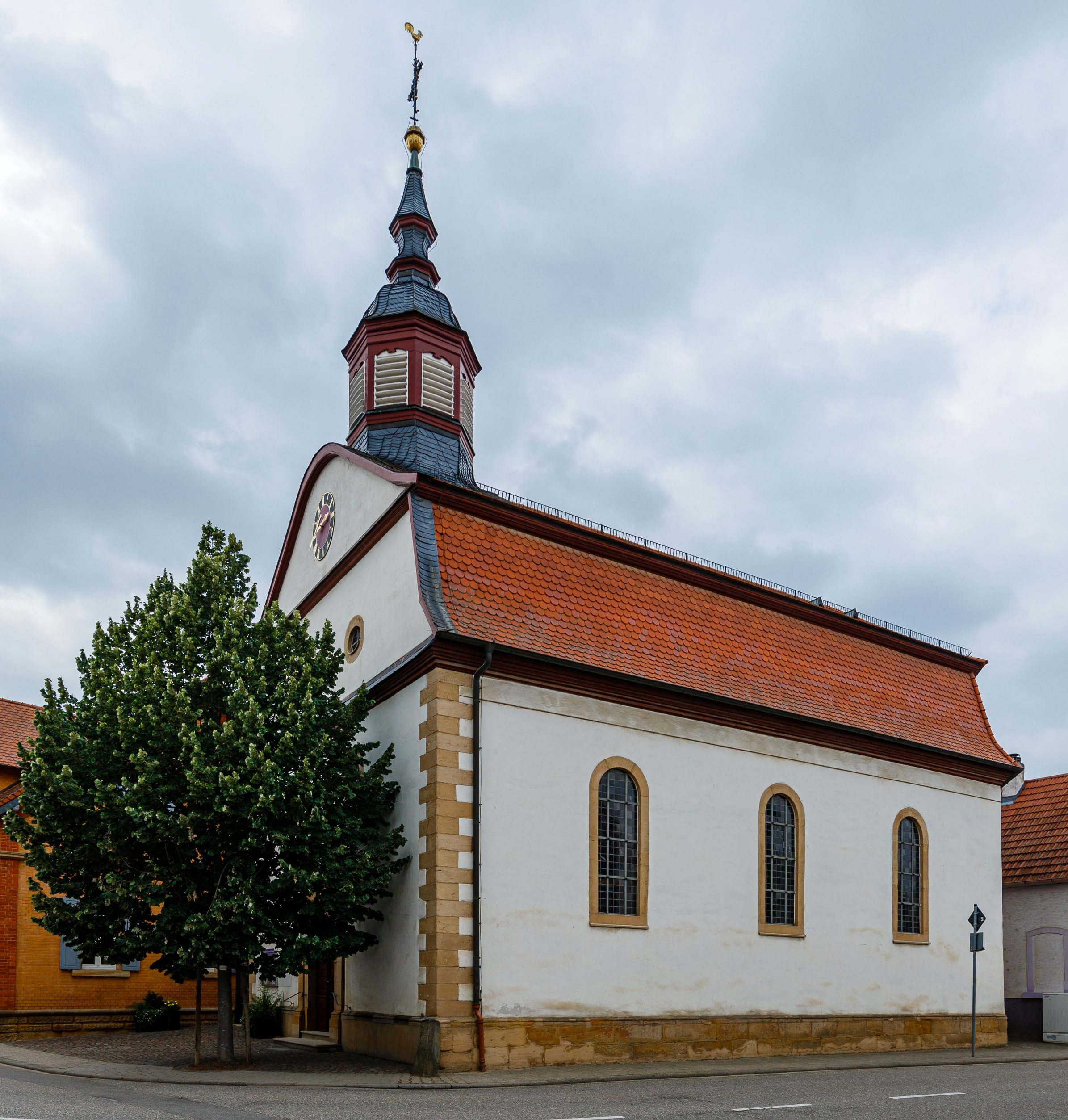
Protestantische Kirche Assenheim

Die evangelische Kirche in  Hochdorf-Assenheim im Rhein-Pfalz-Kreis ist vor Ort eine von zwei Kirchen. Sie steht unter Denkmalschutz. Die Kirchengemeinde gehört zum Dekanat Speyer der Evangelischen Kirche der Pfalz.

## Lage
Die Kirche befindet sich im Ortsteil Assenheim in der Langstraße.

## Geschichte
Errichtet wurde das Bauwerk von  1752 bis 1758 als spätbarocke Saalkirche. Vorgängerbauten an gleicher Stelle lassen sich zurück bis 1372 nachweisen.

## Baustil
Bei der Kirche handelt es sich um einen Putzbau mit Mansarddach, das auch um den dreiseitigen Chor herumgeführt ist. Über der Fassade befindet sich ein Dachreiter mit aufwendig geschweiftem Aufsatz. 1887 wurde das rundbogige Fassadenportal restauriert, 1959 und 1960 der Innenraum mit Holzdecke und umlaufender Empore. Die Orgel wurde 1785 von Johann Georg Geib erbaut. 